# Кривчики
Кривчики (укр. Кривчики) — село в Вишневецкой поселковой общине Кременецкого района Тернопольской области Украины. Основано в 1525 году.
До 2020 года входило в Збаражский район.
Код КОАТУУ — 6122486002.

## Географическое положение
Село Кривчики находится в 2-х км от левого берега реки Горынь, на расстоянии в 1,5 км от села Лозы.

## Население
Население по переписи 2001 года составляло 779 человек.

### Языковой состав
Родной язык населения по данным переписи 2001 года:
| Язык       | Численность, чел. | Доля     |
| ---------- | ----------------- | -------- |
| Украинский | 776               | 99,61 %  |
| Другое     | 3                 | 0,39 %   |
| Итого      | 779               | 100,00 % |

## Объекты социальной сферы
- Школа I—II ступени.
- Клуб.

## Достопримечательности
- Братская могила советских воинов.